# Robert Mermoud
Robert Mermoud, né le 13 octobre 1912 à Éclagnens et mort le 2 février 2005 à Lausanne, est un chef de chœur, compositeur et enseignant vaudois.

## Biographie
Robert Mermoud junior devient instituteur de campagne en 1932, puis dirige bientôt sa première chorale. Il passe ensuite le brevet de maître de chant (qu'il enseigne à l'École normale de Lausanne) et dirige de nombreux chœurs à Yverdon, Montreux et Chailly-sur-Clarens. En 1947, il obtient son diplôme de chef d'orchestre à Bâle auprès de Hans Münch. Il suit des cours de direction avec Hans Haug et Felix Weingartner, apprend la composition dans les classes de Bernard Reichel et Walter Geiser. Il seconde Carlo Hemmerling pour la Fête des Vignerons de 1955. En 1978, il fonde le chœur du Théâtre du Jorat à Mézières. En une riche décade de créations scéniques, il y conduit près de 300 spectacles comme chef de chœur, chef d'orchestre et compositeur. Dès 1961, il assume la direction du Chœur de dames et de l'Union chorale de Lausanne, succédant à Carlo Hemmerling, lui-même succédant à Hermann Lang, Carlo Boller, Alexandre Denéréaz et Charles Troyon.
Tout au long de sa carrière, Robert Mermoud exerce une intense activité de chef de chœur. Il dirige la plupart des oratorios du répertoire. Son nom reste lié à la création de la Deuxième symphonie de Raffaele D'Alessandro, du Requiem de Frank Martin, du Gloria in excelsis de Bernard Reichel, du Buisson ardent et de l'Ecclesia de Heinrich Sutermeister. 
Robert Mermoud préside la Commission de musique de la Société cantonale des chanteurs vaudois et est membre de la commission musicale de la Société fédérale de chant. Il préside également à l'élaboration du recueil de chants "Chanson vole" à l'usage des écoles de Suisse romande. En 1983, il reçoit la médaille Beaumarchais, décernée par la SACEM (Société française des auteurs, compositeurs et éditeurs de musique). L'œuvre de Robert Mermoud comprend 60 opus, chœurs a cappella ou avec accompagnement, et musiques de scène. Il compose en particulier pour le théâtre du Jorat : Le Silence de la terre (1953), La Mégère apprivoisée (1969), Le Chevalier de Grandson (1978). Il est également à l'origine d'une traduction française de l'ouvrage de Paul Hindemith Elementary training for musicians, éditée en 1986 sous le titre de Pratique élémentaire de la musique chez Jean-Claude Lattès. En 2001, il reçoit le prix de la Fondation Pierre et Louise Meylan.
Robert Mermoud décède le 2 février 2005. Un fonds Robert Mermoud a été créé à la Bibliothèque cantonale et universitaire de Lausanne.

## Sources
- « Robert Mermoud », sur la base de données des personnalités vaudoises sur la plateforme « Patrinum » de la Bibliothèque cantonale et universitaire de Lausanne.
- 24 Heures 13/09/2001, p. 34
- Matthey, Jean-Louis, Robert Mermoud : catalogue des œuvres, Lausanne, Bibliothèque cantonale et universitaire - Section des Archives musicales, 2002
- 24 Heures, 2005/10/26, p. 29
- Journal de Morges, 2012/11/16, p. 13
- Feuille d'avis de Lausanne, 1962/10/18, p. 15